# Otostigmus tanganjikus
Otostigmus tanganjikus är en mångfotingart som beskrevs av Karl Wilhelm Verhoeff 1941. Otostigmus tanganjikus ingår i släktet Otostigmus och familjen Scolopendridae. Inga underarter finns listade i Catalogue of Life.